# (9942) 1989 TM1
A (9942) 1989 TM1 a Naprendszer kisbolygóövében található aszteroida. T. Hioki és N. Kawasato fedezte fel 1989. október 8-án.